# Iglesia de San Pío X (Itagüí)
La parroquia san Pío X es un templo católico ubicado en el barrio que lleva dicho nombre, en el municipio de Itagüí; perteneciente a las Arquidiócesis de Medellín. Los sacerdotes que acompañan esta comunidad de fieles son: el pbro. Oliver Mauricio Álvarez que ejerce el cargo de Párroco y el vicario parroquial es el pbro. Humberto Sales.
En entre los grupos de esta comunidad se encuentra los monaguillos, el grupo de la liturgia, los Ministros extraordinarios de la sagrada Comunión y la Agrupación Parroquial de Cargueros Nuestra Señora de los Dolores, siendo esta una de las más conocidas a nivel departamental por su belleza en el ámbito de las procesiones - MVZ. Algunos de los sacerdotes más reconocidos de nuestra parroquia son: el padre Álvaro Pimienta, Jhon Arango y Jaime Humberto.

## Historia
Fue fundada aproximadamente en 1955 en pleno crecimiento económico, industrial e el municipio de Itagüí. En 1982 fue restaurada y rediseñada en su parte externa e interna. En la actualidad es una de las parroquias con más tradición y reconocimiento de la ciudad. 
El nombre de la parroquia es proveniente del papa Pío X que fue canonizado el 3 de septiembre de 1954 por Pío XII. 

## Características
El edificio presenta una planta elíptica. Posee una capilla lateral, dedicadas al Santísimo Sacramento, Pío X, sacristía y baptisterio. En la Semana Santa es de las parroquias más importantes de la ciudad reuniendo a miles de seguidores y se caracteriza especialmente por la humildad y sencillez de sus sacerdotes.
Las columnas que sostenían la iglesia se encontraban en deterioro y el 7 de octubre de 2018 el templo colapso provocando una destrucción total de ella. No hubo muertos ni heridos, y hasta la fecha el templo se encuentra sin reconstruirse por lo tanto solo es conformada por carpas.